# 高口幸子
高口 幸子（たかぐち ゆきこ、1974年11月3日 - ）は、日本の声優、女優。ケンユウオフィス所属。岡山県出身。

## 略歴
幼い頃はアニメ、外画を見ていたが、何も考えない子供だった。
OLとして就職していた時に漫画、アニメ、声優に詳しい先輩がテレビアニメ『新世紀エヴァンゲリオン』を見るように言わてたり、声優陣の話をしていたこともあったが、「はぁ〜ん〜」ぐらいに考えるほど職業としての声優についても無知だった。
OLの仕事が暇だったこともあり、学校に通おうと思い、コンピュータグラフィックス学校といったカルチャースクールに通うも「向いてないなぁ…」と思うようになり、「ダメだ、どうしよう」と考えていた時に思い出したのが声優だった。
以前、展示会のナレーターをしており、「芝居か」と思い、「面白いかもね」ぐらいに養成所に行って一緒に通っていた同期たちが声優などに詳しく、アニメ、洋画の吹き替えを見るようになって声優を志し、声優、女優の活動を始める。
松濤アクターズギムナジウム、ケッケコーポレーション、ビッグショットを経て、ケンユウオフィスに所属。

## 人物
Jリーグ・浦和レッズのサポーターであり、よく埼玉スタジアム2002に足を運んでいる。ゲームは『ウイニングイレブン』『ダービースタリオン』『スーパーロボット大戦シリーズ』しかやらないとのこと。

## 出演
太字はメインキャラクター。

### テレビアニメ
2004年
- ファンタジックチルドレン（2004年 - 2005年、ヒースマ、ソレト、女の子、グラスの娘、バロン）
- それいけ!ズッコケ三人組（ジャクリーヌ）

2006年
- シュヴァリエ 〜Le Chevalier D'Eon〜（エカテリーナ）
- タマ&フレンズ 探せ!魔法のプニプニストーン（ココ）
- ぽかぽか森のラスカル（イギー、ビューティーさん）
- ヤマトナデシコ七変化（中原スナコ）
- ポンポン ポロロ（ルーピー）

2007年
- 怪物王女（女の子の母）
- BLUE DRAGON（シンシア）
- ミヨリの森（吉永萌）
- らき☆すた（宮河ひなた）

2008年
- GUNSLINGER GIRL -IL TEATRINO-（警官）
- 西洋骨董洋菓子店〜アンティーク〜（中津遥、細田）
- のらみみ（みさ子）

2009年
- 花咲ける青少年（リーズ、イザベル）
- 夢色パティシエール（花房弥生先生）

2010年
- おおきく振りかぶって〜夏の大会編〜（越智）
- スーパーロボット大戦OG -ジ・インスペクター-（ミツコ・イスルギ）

2011年
- 俺たちに翼はない（山科京）
- 変ゼミ（水越美和子）

2012年
- クイーンズブレイド リベリオン（ヴァンテ）

### OVA
- 僕は妹に恋をする（2005年、天使の声）
- 変ゼミ（2010年、水越美和子）
- SUPERNATURAL:THE ANIMATION（2011年、リン）

### Webアニメ
- いくぜっ! 源さん（2008年、先生、主人の子供時代、子供A）

### ゲーム
2006年
- グローランサーV（ロッティ）

2007年
- 召喚少女 〜ElementalGirl Calling〜（コオル・リアロ）

2008年
- ウハウハ大奥（小姓）
- スーパーロボット大戦Z（セツコ・オハラ）
- らき☆すた 〜陵桜学園 桜藤祭〜（宮河ひなた、サニー）

2009年
- らき☆すた ネットアイドル・マイスター（宮河ひなた）

2010年
- 三国恋戦記〜オトメの兵法!〜（尚香）

2012年
- 第2次スーパーロボット大戦Z 再世篇（セツコ・オハラ）

2013年
- 姫と林檎にくちづけを（レナーテ）

2014年
- 俺たちに翼はない（山科京） - PS3 / PS Vita版

2015年
- 第3次スーパーロボット大戦Z 連獄篇 / 天獄篇（セツコ・オハラ） - 2作品

2016年
- 乙女理論とその周辺 -Bon Voyage-（リリアーヌ・セリア・ラグランジェ）
- 絶対階級学園（女王）

### 吹き替え
- スイート・ライフ#75
- チャーリー・シーンのミスター・グッド・アドバイス
- ドレイク&ジョシュ
- ファンボーイズ（ゾーイ / クリスティン・ベル）
- プレヒストリック・パーク
- 名探偵モンク6#6

### パチンコ・パチスロ
- CRおにゃんこクラブ
- CRトゥームレイダー
- パチスロGTO

### ドラマCD
- 彩雲国物語 恋愛指南争奪戦！（女官）
- それいけ!ズッコケ三人組〜ズッコケ海底大陸の秘密〜（安城マリア）
- 超ビジュアル系CD ヤマトナデシコ七変化♥〜アニメヨリ ヤッチマウヨー!〜（中原スナコ）
- どみなのド!（四谷静海）
- らき☆すた ドラマCD（宮河ひなた）

### 舞台
- 阿佐ヶ谷スパイダース「日本の女」
- カノン工務店「PALTY PORTY PORTLAIT」
- シアトリカルベースワンスモア「八岐大蛇」
- シアトリカルベースワンスモア「645」
- ケンユウオフィス5周年記念公演
- 時空警察ヴェッカーサイト（2011年2月24日－27日、渋谷区文化総合センター大和田伝承ホール）

### その他コンテンツ
- 気象庁業務紹介アニメーション「教えて!はれるん」（ケイ）
- 「動物サイコー!!」番組パーソナリテイー
- 声が出る絵本
- TV「さんまのからくりTV」
- TV「おしゃれカンケイ」
- TV「ウォンテッド」
- 警視庁犯罪防止資料用VP
- 東芝テック販促VP

### キャラクターソング
| 発売日        | 商品名                                | 歌                 | 楽曲                 | 備考                               |
| ------------- | ------------------------------------- | ------------------ | -------------------- | ---------------------------------- |
| 2009年4月22日 | 俺たちに翼はない CHARACTER SONG ALBUM | 山科京（高口幸子） | 「wing of a piece.」 | PCゲーム『俺たちに翼はない』関連曲 |